# Périgord pourpre
Pour les articles homonymes, voir Périgord (homonymie).

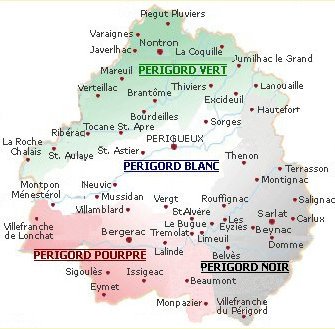
Carte du Périgord et ses quatre « couleurs ».

Le Périgord pourpre est, avec le Périgord blanc, le Périgord noir et le Périgord vert, l'une des quatre appellations touristiques du Périgord.

## Présentation
L’appellation Périgord pourpre a été créée de toutes pièces dans les années 1980 par le Comité départemental du tourisme pour compléter les couleurs désignant les différents pays de la Dordogne touristique noir, blanc et vert.
Cette région doit son nom à la couleur que prennent les feuilles de vigne à l'automne sur l'important vignoble de Bergerac (treize AOC et 1 200 viticulteurs).
Il est localisé au sud et au sud-ouest du département de la Dordogne et correspond à l'arrondissement de Bergerac ou au pays du Grand Bergeracois. Il correspond aux territoires des régions naturelles du Bergeracois et du Landais.